# Célula-tronco mesenquimal

## Definição
A célula-tronco mesenquimal é um termo que cunha as células multipotentes do estroma. Podem se diferenciar em diversas células, incluindo osteoblastos, condrócitos e adipócitos.